# Essiccatore

Simbologia utilizzata nei P&ID per indicare un essiccatore.

Un essiccatore è un'apparecchiatura utilizzata per essiccare liquidi dispersi in materiali solidi e quindi separare solidi e liquidi. Per definizione, l'essiccatore non genera alcuna trasformazione chimica dei composti in gioco. Per quanto detto, l'essiccatore realizza un trasferimento di massa nel prodotto trattato, mediante evaporazione di un composto basso bollente.

## Processo di essiccamento
La separazione della frazione liquida viene effettuata con metodi diversi, in genere dipendenti dalla natura del composto in cui il liquido è disperso e del liquido stesso. Si possono distinguere due processi principali:
1. Essiccamento per via termica
2. Essiccamento per adsorbimento (usato per piccole applicazioni, in scala da laboratorio)

Nel primo caso il liquido da rimuovere è sottoposto ad un processo di evaporazione, e si ha quindi un cambiamento di stato della fase liquida a fase vapore; nel secondo si ha un trasferimento della fase liquida ad altro composto o prodotto.

### Essiccatori usati nei laboratori chimici

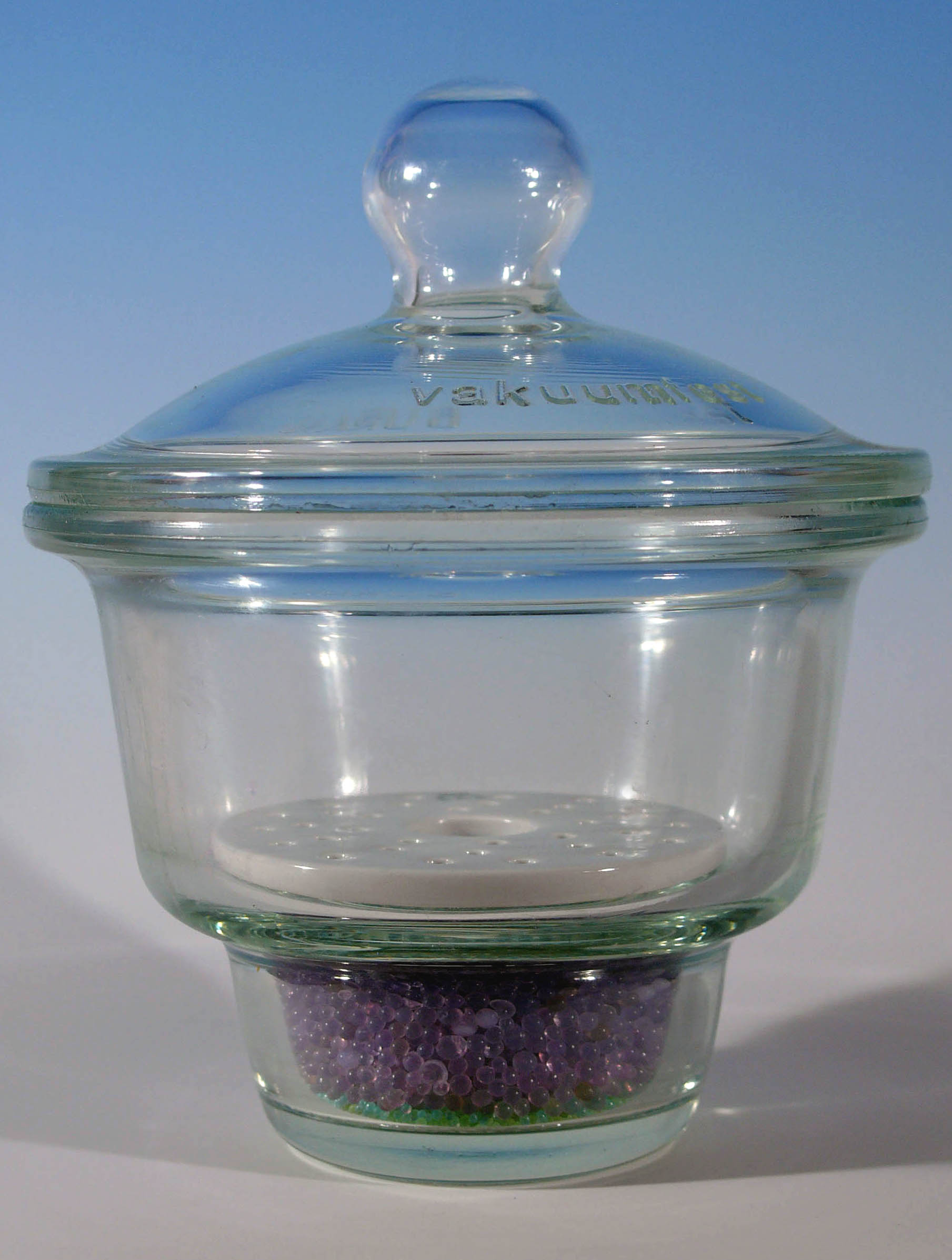
Essiccatore contenente gel di silice come agente disidratante

Un tipo di essiccatore, utilizzato nei laboratori di chimica per mantenere anidre sostanze igroscopiche, consiste in un recipiente di vetro spesso con coperchio.
A metà altezza del recipiente si trova un piano forato in ceramica su cui vengono poggiati i contenitori delle sostanze da essiccare. Al di sotto del piano viene posta una sostanza fortemente igroscopica, ad esempio pentossido di fosforo (P2O5) o (meno pericoloso) gel di silice addizionato di sali di cobalto che cambiano colore (dal blu al rosa o dall'arancione al giallo aumentando il contenuto d'acqua) secondo il loro grado di idratazione, dando un'indicazione visiva dell'efficacia disidratante della silice.
Il bordo del coperchio viene in genere ingrassato con grasso di silicone per impedire l'ingresso dell'umidità. Alla sommità del coperchio spesso è posta una valvola collegabile ad una pompa meccanica per porre sotto vuoto l'interno e favorire l'evaporazione dell'acqua contenuta nella sostanza da essiccare. In alternativa, può essere presente un semplice rubinetto, da aprire subito dopo l'introduzione di contenitori caldi (dopo essiccazione in stufa o in muffola del loro contenuto), per evitare che l'espansione dell'aria provochi il rovesciamento del coperchio. Naturalmente, il rubinetto va chiuso dopo qualche minuto per impedire l'ingresso di vapor acqueo.

## Essiccamento per via termica
La separazione viene effettuata mediante un cambio di fase, da liquida a gassosa, appunto della fase liquida presente.

### Campi di applicazione

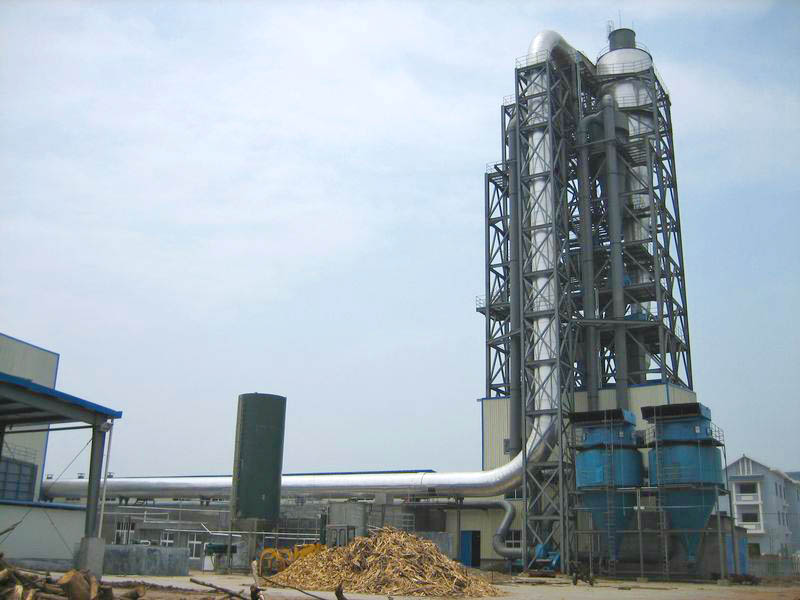
Essiccatore industriale per materiali fibrosi.

Essiccatori termici sono impiegati in una grande varietà di installazioni, come ad esempio nel trattamento del legno verde o dei materiali pulverulenti o in pasta. Nel primo caso la funzione dell'essiccamento è quella di rendere il prodotto trattato più stabile e lavorabile; nel secondo, anch'esso utile alla stabilità e lavorabilità, si tratta il prodotto spesso per renderlo idoneo alla vendita o all'utilizzo ulteriore.

### Processi di essiccamento per via termica
Nella stragrande maggioranza dei casi, il prodotto da separare è l'acqua o altro composto a relativamente basso punto di ebollizione, quale un idrocarburo leggero, o simili. La separazione del prodotto basso bollente richiede in quasi la totalità dei casi l'utilizzo di un vettore, sempre gassoso alla temperatura di funzionamento; come è ovvio, si tratta quasi sempre di aria; più raramente di azoto; sporadicamente elio o altri gas, inerti o non.
La somministrazione di energia necessaria al cambiamento di fase può essere fatta per conduzione o irraggiamento. Questo quindi comporta una prima classificazione degli essiccatori:
- Essiccatori per conduzione: essendo ormai obsoleti i modelli a contatto diretto, richiedono portate di gas vettore relativamente grandi, e raggiungono temperature di essiccamento relativamente basse.
- Essiccatori per irraggiamento, nei tipi a pannelli (solitamente elettrici), e a fiamma diretta

Il primo caso viene applicato nei prodotti termosensibili, quali alimentari, farmaceutici, prodotti inorganici in genere; il sistema per irraggiamento è di uso comune nei minerali ed affini, quasi sempre nella variante a fiamma diretta.